# Orden de Nuestra Señora de los Lirios
La Orden de Nuestra Señora de los Lirios fue una orden de caballería instituida por el Rey Sancho IV de Navarra el año 1023 en honor de la Inmaculada Concepción y defensa de la fe católica. 
Su divisa era un medallón de oro con la efigie de la Virgen circundada con dos lirios, todo de esmalte al natural y con el mote Deus primum christianum servet.